# Монголия на летних Олимпийских играх 2004
Монголия принимала участие в Летних Олимпийских играх 2004 года в Афинах (Греция) в десятый раз за свою историю, и завоевала одну бронзовую медаль. Сборную страны представляли 7 женщин и 13 мужчин.

## 03!Бронза
- Дзюдо, мужчины — Хашбаатарын Цагаанбаатар.

## Состав олимпийской сборной Монголии

### Лёгкая атлетика
Спортсменов — 2
Мужчины
| Спортсмен         | Дисциплина | Финал     | Финал |
| Спортсмен         | Дисциплина | Результат | Место |
| ----------------- | ---------- | --------- | ----- |
| Бат-Очирын Сэр-Од | марафон    | 2:33,24   | 75    |

Женщины
| Спортсмен                  | Дисциплина | Финал     | Финал |
| Спортсмен                  | Дисциплина | Результат | Место |
| -------------------------- | ---------- | --------- | ----- |
| Лувсанлхундегиин Отгонбаяр | марафон    | 3:48,42   | 66    |